# Deportación de los tártaros de Crimea

Símbolo del aniversario de la deportación de tártaros de Crimea

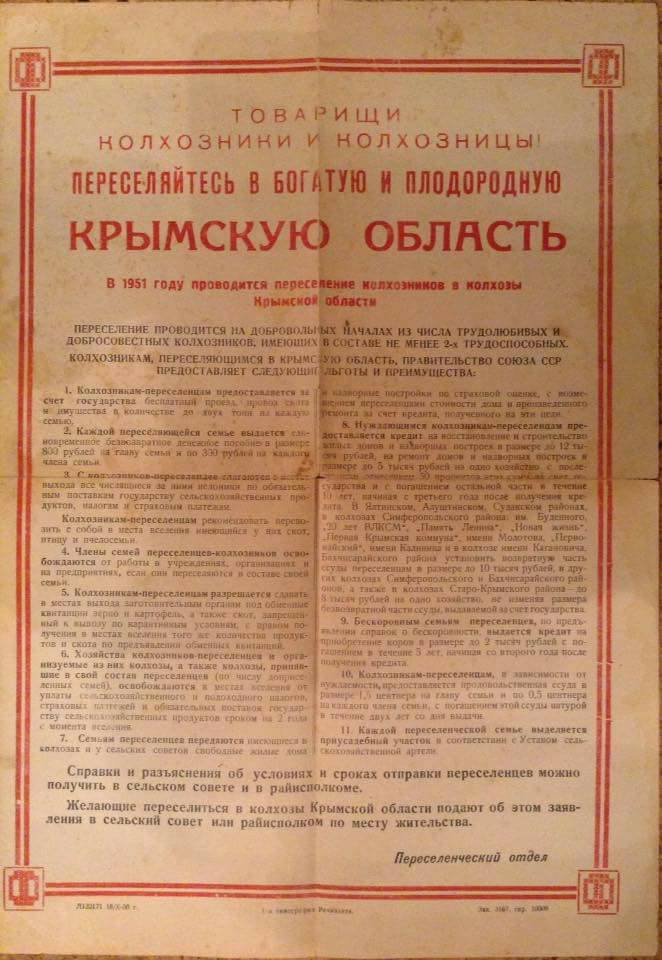
Panfleto de propaganda (en ruso) animando a koljosianos a trasladarse a Crimea, 1951.

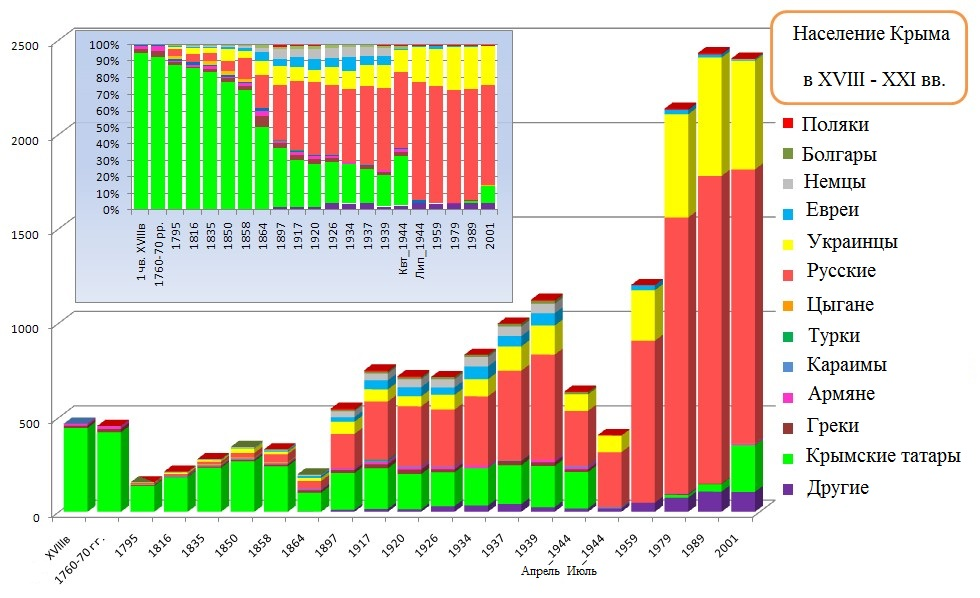
Evolución de la población de Crimea entre los siglos XVIII y XXI: verde - tártaros de Crimea, rojo - rusos, amarillo - ucranianos. Fuente: Academia de Ciencias de Rusia, 2003

La deportación de los tártaros de Crimea, conocido en Crimea como Sürgünlik ("deportación" en tártaro de Crimea) fue el traslado forzoso de los tártaros de Crimea en 1944 a la República Socialista Soviética de Uzbekistán y otras repúblicas de la Unión Soviética bajo pretexto de su colaboración con las fuerzas nazis de ocupación durante la Segunda Guerra Mundial.
El 11 de mayo de 1944, el Comité Estatal de Defensa de la Unión Soviética emitía la Orden n.º GОКО-5859сс, denominada Acerca de los tártaros de Crimea y clasificada como de "máximo secreto", por la que se ordenaba al NKVD efectuar el traslado de todos los tártaros de Crimea a la RSS de Uzbekistán antes del 1 de junio. A los desplazados se les permitía llevarse sus pertenencias personales con un peso no superior a 500 kilos por familia. Sus viviendas, muebles, tierras, ganado y resto de bienes eran requisados por el Estado.
La deportación  comenzó el 18 de mayo de 1944 en todas las localidades habitadas de Crimea. Más de 32.000 efectivos del NKVD participaron en la acción. Fueron deportados 193.865 tártaros de Crimea: de ellos, 151.136 a la República Socialista Soviética de Uzbekistán, 8.597 a la República Autónoma Socialista Soviética de Mari-El, 4.286 a la República Socialista Soviética de Kazajistán, y el resto (29.486) a varios óblasts de la República Socialista Federativa Soviética de Rusia. 
Entre mayo y noviembre de 1944, 10.105 tártaros de Crimea murieron de inanición en Uzbekistán (el 7% de los deportados a dicha república). Cerca de 30.000 (el 20%) murieron en el exilio durante el siguiente año y medio, según los datos del NKVD (el 46% según los datos de los activistas tártaros de Crimea).
El 12 de agosto de 1944, el Comité Estatal de Defensa emitía la Orden n.º GКО-6372с denominada Acerca de la migración de koljosianos a regiones de Crimea por la que se ordenaba un desplazamiento forzoso a la despoblada Crimea de 42.000 campesinos desde ocho óblasts de RSFS de Rusia y 9.000 desde RSS de Ucrania.
El 14 de noviembre de 1989, durante la perestroika, el Soviet Supremo de la Unión Soviética condenó la deportación de los tártaros de Crimea calificándola de acto ilegal y criminal.
En 2003, el Instituto de Historia de Rusia de la Academia de Ciencias de Rusia publicó una extensa monografía dedicada al estudio de la evolución de la población de Crimea entre los siglos XVIII y XXI.
Los activistas de Crimea llevaban tiempo reclamando el reconocimiento del Sürgünlik como genocidio.
De 2015 a 2024, la Rada Suprema de Ucrania, la Saeima de Letonia, el Seimas de Lituania, el parlamento de Canadá y el Sejm de la república de Polonia han reconoció la deportación de los tártaros de Crimea como un acto de genocidio.